# Макаров Владислав Романович
Владисла́в Рома́нович Мака́ров (3 вересня 1997, м. Біла Церква, Київська область, Україна — 3 квітня 2017, м. Київ, Україна) — солдат Збройних сил України, учасник російсько-української війни.

## Біографія
Народився 1997 року в місті Біла Церква на Київщині. З 2003 по 2014 рік навчався у Білоцерківській загальноосвітній школі № 11. По закінченні 11 класів школи продовжив навчання у Державному навчальному закладі «Білоцерківське професійно-технічне училище ім. П. Р. Поповича», де 2015 року здобув спеціальність електрогазозварника.
Під час російської збройної агресії проти України восени 2015 року був призваний на строкову військову службу, спочатку був розвідником, кулеметником, отримав спеціальність водія БТР. З 2016 року продовжив службу за контрактом у 72 ОМБр.
Солдат, механік-водій бойової машини 3-го механізованого батальйону 72-ї окремої механізованої бригади, в/ч А2167, м. Біла Церква. З 28 травня 2016 року ніс службу на території проведення антитерористичної операції в Донецькій області, у Мар'їнці та Авдіївці.
2 березня 2017 року близько 17:00, під час обстрілу позицій в районі міста Авдіївка, дістав мінно-вибухові травми, пережив кому, важку інтоксикацію та ампутацію обох ніг. Перебував на лікуванні в Обласній клінічній лікарні ім. Мечникова у Дніпрі, 28 березня був перевезений до Києва. 3 квітня 2017 року помер у Головному військовому клінічному госпіталі.
Похований у Білій Церкві, на Алеї Слави кладовища «Сухий Яр».
Залишилися мати, вітчим, двоє молодших братів і сестра.

## Нагороди та звання
- Указом Президента України від 22 травня 2017 року № 138/2017, за особисту мужність, виявлену у захисті державного суверенітету та територіальної цілісності України, самовіддане виконання військового обов'язку, нагороджений орденом «За мужність» III ступеня (посмертно)[4].
- 31 серпня 2018 року рішенням сесії Білоцерківської міської ради присвоєне звання «Почесний громадянин міста Біла Церква»[5].

## Вшанування пам'яті
12 жовтня 2017 року в Білоцерківській ЗОШ № 11 відбулося урочисте відкриття меморіальної дошки на честь полеглого на війні випускника школи.